# Prince Koranteng Amoako
Prince Koranteng Amoako (19 de novembro de 1973) é um ex-futebolista profissional ganês que atuava como meia.

## Carreira
Prince Koranteng Amoako representou a Seleção Ganesa de Futebol nas Olimpíadas de 1996.